# Роџерс (Тексас)
Роџерс (енгл. Rogers) град је у америчкој савезној држави Тексас. По попису становништва из 2010. у њему је живело 1.218 становника.

## Демографија
Према попису становништва из 2010. у граду је живело 1.218 становника, што је 101 (9,0%) становника више него 2000. године.
| Група             | 2000.       | 2010.       |
| Белци             | 749 (67,1%) | 712 (58,5%) |
| Афроамериканци    | 48 (4,3%)   | 55 (4,5%)   |
| Азијати           | 1 (0,1%)    | 3 (0,2%)    |
| Хиспаноамериканци | 311 (27,8%) | 420 (34,5%) |
| Укупно            | 1.117       | 1.218       |